# Карчикян, Хачатур Ованнесович
Хачатур Ованнесович Карчикян (арм. Խաչատուր Հովհաննեսի Կարճիկյան, 1882—1918) — министр общественного попечения Первой Республики Армения (4 ноября 1918 — 11 ноября 1918). Член партии «Дашнакцутюн».

## Биография
Хачатур Карчикян родился в Эчмиадзине в 1882 году. Окончил Геворгянскую духовную семинарию, затем юридическую школу Санкт-Петербурга. Был членом «Армянской Революционной Федерации», активным участником и организатором волонтерского движения, членом исполнительной комиссии при национальном бюро, участником всеармянского конгресса, членом новоизбранного национального совета. В ноябре 1917 года он занял должность министра финансов в Закавказском комиссариате. Хачатур потерял репутацию после передачи Карса Турции в апреле 1918 года по приказу правительства Акакия Чхенкели. После провозглашения Независимости Армении в 1918 году Хачатур переехал в Эривань и стал министром финансов, а затем министром общественного попечения. Был убит в своём личном кабинете Егором Тер-Минасяном 11 ноября 1918 года по причине передачи Карса Турции. В письме своей жене первый премьер-министр Армении Ованес Каджазнуни назвал Карчикяна «сильнейшим членом» кабинета министров и, «возможно, единственным государственным деятелем среди нас».